# Moda pronta

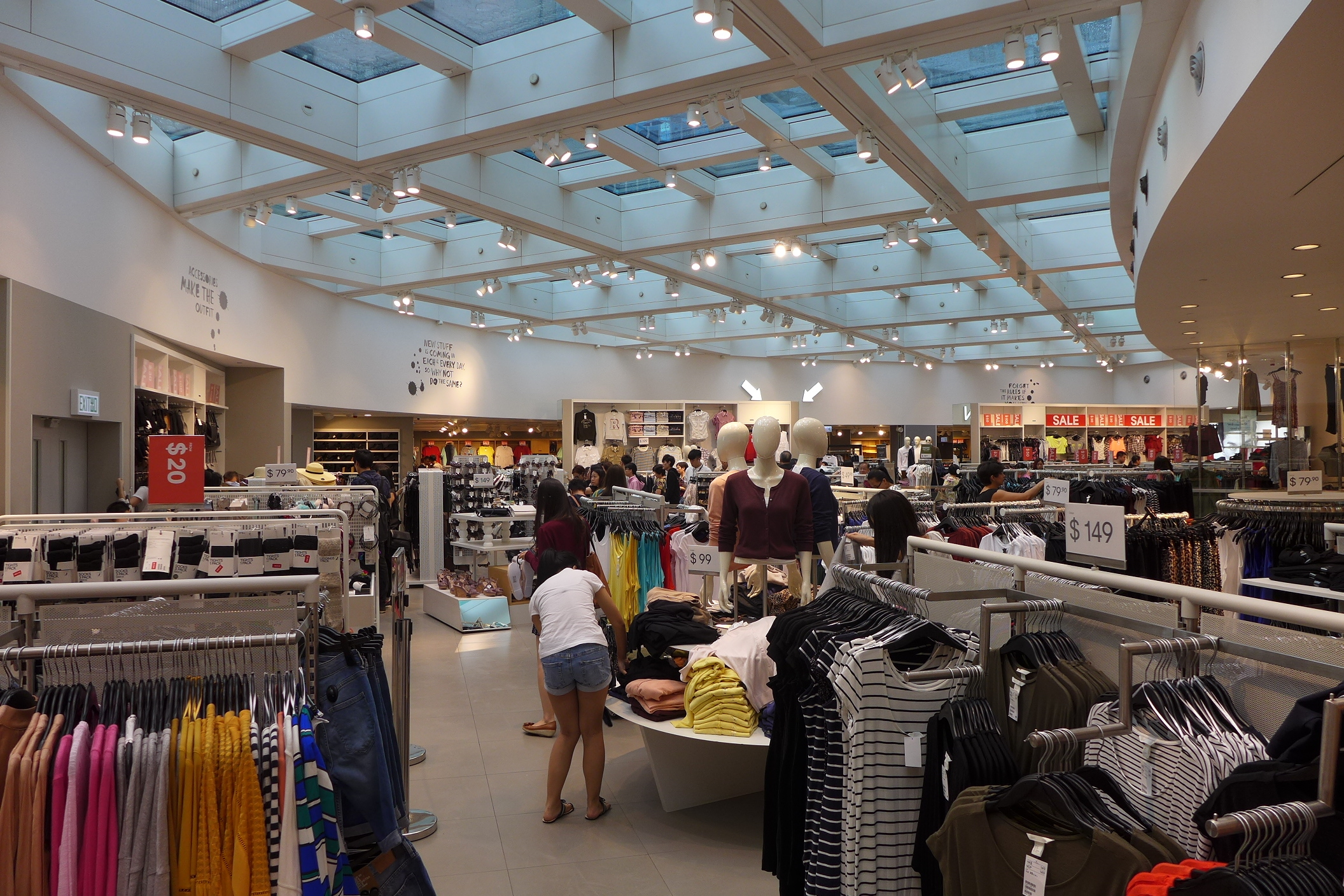
Interior de una tienda H&M en Hong Kong.

La moda pronta o moda rápida (fast fashion)  es una tendencia, la cual consta en que las marcas más conocidas a nivel mundial logren cada quincena abastecer en sus tiendas ofertas y colecciones nuevas volviéndolas mas asequibles para sus consumidores, este es un modelo contemporáneo utilizado por cadenas de moda para referirse a diseños que salen rápidamente de la pasarela para capturar tendencias de moda actuales. Una segunda definición crítica, añade que la moda rápida no solo hace que se pase rápidamente de la pasarela a la tienda y al consumidor, sino también a la basura. Este término ganó popularidad por primera vez gracias al artículo de The New York Times en 1989, donde se buscaba describir la primera apertura de la tienda minorista Zara en Estados Unidos. Según el artículo, el objetivo de la marca era que los diseños estuvieran disponibles para el consumidor en solo 15 días. Siguiendo esta definición, se hace referencia al modelo de negocio desarrollado a partir de los años 80 por empresas que buscan aumentar el número de colecciones de moda cada año para satisfacer la demanda del consumidor. Las colecciones de ropa de moda rápida suelen estar basadas en las tendencias de moda más recientes presentadas durante la semana de la moda tanto en primavera como en otoño de cada año. La moda pronta es una de las industrias que causan más daño al planeta. La contaminación es causada por los tintes usados, los materiales de que la ropa estén hechas (como el poliéster, que crea microplasticos y dañan el planeta cuando están siendo manufacturados), la cantidad de ropa hecha, problemas en el trato de trabajadores de fábrica, y más. En 2018, la industria de la moda fue responsable del 4% de las emisiones globales de gases de efecto invernadero.
Las marcas de moda rápida no crean necesariamente prendas para que duren un largo período de tiempo, teniendo en cuenta que más de un 60% del tejido que se utiliza es sintético. Estas fibras sintéticas acaban en vertederos y un 85% de estos residuos textiles en los Estados Unidos no pueden descomponerse.
El énfasis está en optimizar ciertos aspectos de la cadena de suministro para que estas tendencias se traduzcan en diseños y se manufacturen rápidamente, manteniendo los costes bajos para permitir al consumidor común comprar estilos de ropa actual a un precio más bajo. Esta filosofía de la manufacturación rápida a un precio asequible es utilizada por grandes cadenas de moda como H&M, Zara, C&A, Primark, y Topshop.
Según el informe "Fixing Fashion" del Comité de Auditoría Medioambiental (Environmental Audit Committee's), la moda rápida "conlleva un aumento del número de nuevas colecciones de moda cada año, cambios rápidos y generalmente precios más bajos. Reaccionar rápidamente para ofrecer nuevos productos que cubran la demanda del consumidor es crucial para este modelo de negocio".

## Impactos sociales

### Explotación laboral
La mayoría de la ropa hecha por marcas de moda pronta son fabricadas en países con pocas o nulas leyes laborales. Las empresas aseguran pagar el salario mínimo. La industria manufacturera emplea aproximadamente a 75 millones de personas en todo el mundo, medio millón en México. Aunque en su mayoría son mujeres de entre 18 y 24 años, esta industria ha protagonizado múltiples escándalos por emplear a niñas y niños. Tampoco es secreto para nadie que a estas personas se les explota con largas jornadas de trabajo y malas condiciones laborales. En la mayoría de ellos es la mitad o un quinto de un salario digno, con el cual se pueden cubrir las necesidades básicas. Los trabajadores muchas veces no tienen otras opciones o están bajo amenaza de no irse. Además de tener un impacto negativo en el medio ambiente y los recursos naturales, el modelo de negocio defectuoso de la moda rápida también ha perjudicado a los trabajadores en su cadena de suministro, muchos de ellos son explotados en malas condiciones de salud y seguridad, con salarios extremadamente bajos. La industria de la moda es conocida como la industria más dependiente de la mano de obra, con uno de cada seis trabajadores involucrados en materias primas o manufactura. Con un volumen de negocios de 19 800 millones de dólares el año pasado. H&M es el mayor productor de prendas de vestir en países subdesarrollados como Bangladés y Camboya sin poder garantizar a sus trabajadores salarios adecuados.  En Bangladés, una nación conocida por la mano de obra barata, hay cuatro millones de trabajadores de la confección en más de 5000 fábricas, el 85% de los cuales son mujeres. Estas mujeres se ven obligadas a trabajar en condiciones de pobreza y escasa seguridad, con un salario que no les permite ganarse la vida. La motivación de estas condiciones es obtener costos de producción increíblemente bajos y luego revender las prendas a precios bajos, con el consiguiente empobrecimiento masivo.
Rana Plaza era una fábrica de ropa en Bangladés que colapsó en 2013 y mató a más de mil trabajadores. Este episodio fue el accidente en una fábrica de ropa con el mayor número de víctimas de la historia. El edificio de cinco pisos se derrumbó debido a una falla estructural; aunque los trabajadores notaron grietas en las paredes y el ambiente fue declarado inseguro para trabajar, los empleados se vieron obligados a ir a trabajar al día siguiente del accidente. De hecho, los propietarios de las fábricas de ropa son propensos a incumplir las normas de salud y seguridad por temor a interrumpir la producción y perder ganancias.[cita requerida]

### Consumo excesivo
El modelo de negocio de la moda rápida se basa en el deseo de los consumidores de llevar siempre ropa nueva. Para satisfacer esta demanda, las empresas del sector ofrecen una amplia gama de ropa, que refleja las últimas tendencias, a precios asequibles. Este proceso lleva a los consumidores a comprar cada vez más artículos, hasta el fenómeno del consumo excesivo (en inglés overconsumption). La "obsolescencia programada", es decir, la tendencia a hacer que las modas duren poco para crear continuamente nuevas colecciones, juega un papel clave en el consumo excesivo. Según un estudio de The Economist sobre el tema, la industria de la moda está profundamente comprometida con este fenómeno: las faldas del año pasado, por ejemplo, están diseñadas para ser reemplazadas por los nuevos diseños de este año. De esta manera, las prendas de vestir se compran incluso cuando las antiguas todavía se pueden usar. En los últimos años, el ciclo de la moda ha disminuido constantemente a medida que los minoristas de moda rápida venden ropa destinada a desecharse después de haber sido usada solo unas pocas veces. Esto acorta drásticamente el ciclo de compra del consumidor. Las existencias en constante cambio y el bajo precio de las prendas animan inconscientemente a los consumidores a comprar con más frecuencia. Como resultado, la ropa sobrante y pasada de moda tiende a terminar en los vertederos.[cita requerida]
La percepción social ha cambiado en las últimas décadas. A medida que se ha difundido información sobre las consecuencias de la moda rápida, las personas han comenzado a cuestionar sus hábitos de consumo. Sin embargo, el interés por cambiar estos hábitos no es uniforme y está muy influenciado por factores como el nivel socioeconómico, la educación ambiental y la cultura de consumo de cada región. Si bien en muchas partes del mundo hay un creciente interés por la sostenibilidad y las prácticas éticas, otros sectores aún priorizan la conveniencia y los precios bajos de la moda rápida.
Un artículo reciente del Huffington Post sobre moda rápida señaló que para hacer asequible esta tendencia de renovación continua, los productos de moda rápida suelen tener un precio mucho más bajo que la competencia, operando con un modelo de negocio basado en baja calidad y grandes cantidades. Los productos de baja calidad aumentan el consumo excesivo, ya que tienen una vida útil más corta y necesitan ser reemplazados con mucha más frecuencia. Además, a medida que tanto la industria como los consumidores siguen apreciando la moda rápida, el volumen de ropa que se debe desechar o reciclar ha aumentado drásticamente. Sin embargo, la mayoría de los productos de moda rápida no tienen la calidad necesaria para ser considerados un artículo de colección o un artículo vintage. Por lo tanto, los productos de baja calidad solo pueden terminar como desechos, ya que son difíciles de reciclar.[cita requerida]
La moda rápida genera un consumo considerable que prospera en la industria de la moda. Su modelo de negocio único y sus bajos precios permiten al público comprar artículos de moda incluso en tiempos de recesión económica. Sin embargo, ha provocado el problema del consumo excesivo, por el que innumerables cantidades de residuos acaban en vertederos. Además, los costos ocultos de los vertederos también incluyen el agotamiento de los desechos, la contaminación, la energía y los recursos naturales.
En contraste con el consumo excesivo moderno, la moda rápida tiene sus raíces en la austeridad de la Segunda Guerra Mundial, donde el alto diseño se fusionó con materiales utilitarios.

## Impactos ambientales

### Contaminación
En cuanto al sector ambiental, la industria de la moda rápida es responsable del 10% de las emisiones globales y de la producción del 20% de agua residual a nivel mundial, el reciclaje de las prendas de moda pronta se ha propuesto a forma de solución para la reducción de emisiones de CO2, producción de microplásticos, y en general, reducción de la polución. El principal problema con esta solución es que el proceso de reciclaje puede llegar a dañar las fibras textiles de las prendas. Esto último reduce el número de usos de la prenda en cuestión por lo que le resulta más barato a las compañías de moda confeccionar ropa nueva a reciclar la vieja (12 años nos tardaríamos en reciclar 48 horas de producción de moda rápida, 1% de los textiles se recicla, 73% de la ropa que reciben las organizaciones caritativas y los pepenadores textiles del mundo se quema o entierra.) 

### Reciclaje
La situación actual es bastante precaria; por la falta de compromiso por parte de la mayoría de las empresas tan solo el 1% de los textiles totales se recicla. Además, la producción en masa de estos textiles ha llegado al punto en el que nos tardaríamos 12 años en reciclar 48 horas de producción de moda pronta.
La falta de una solución permanente está afectando a países del mundo de la misma manera pero a diferente escala, por ejemplo: en México solo el 5% de la ropa es reciclada, en Canadá se estima que el 85% de las prendas podría reciclarse, pero terminan en el basurero, y, en Alemania, existe una política que exige que el 75% de los textiles debe recogerse y reciclarse, sin embargo sucede que la ropa desechada termina en otros países que no reciclan ni cerca de esos altos porcentajes.

## Soluciones

### Iniciativas
Hay iniciativas, como Fashion Revolution, que buscan generar conciencia respecto de los desafíos ambientales del fast fashion.
Para mitigar estos efectos negativos, es fundamental promover cambios en la industria y en el comportamiento de los consumidores. La implementación de regulaciones más estrictas, el desarrollo de materiales sostenibles y el apoyo a marcas responsables son pasos necesarios para avanzar hacia una moda más ética. Además, la educación y la difusión de información sobre el impacto de la moda rápida pueden motivar a las personas a tomar decisiones más responsables. 

### Compra de segunda mano
Se denomina segunda mano a todo aquello que se compra tras haber sido utilizado por una o más personas. En algunos casos, si ha tenido más de un dueño se le denomina de "tercera" o "cuarta" mano, según el número de dueños, pero el término "segunda mano" engloba todo. Del mismo modo, decir que algo es de segunda mano simplemente significa que ha tenido un dueño anterior, pero no quiere decir nada respecto a su estado, este puede estar en perfectas condiciones o también prácticamente inservible, aunque en ese caso suele denominarse como chatarra.